# 金のがちょう (児童劇)
金のがちょうとは、グリム童話の「黄金のがちょう」が原作の、生越嘉治作の児童劇の物語、またはそれに登場するがちょう。

## 登場人物
ヤコブ
街で一番の力持ちで力強い事が自慢。ある日、森へ木を切りに行ったとき、誤って自分の手を切ってしまった。三兄弟の長兄。
シモン
脳の事では誰にも負けない事が自慢。ある日、森へ木を切りに行ったとき、誤って自分の足を切ってしまった。三兄弟の次兄。
ハンス
三兄弟で唯一自慢する特技等がなく、ヤコブやシモンから馬鹿にされていた。でも、優しい心を持っていて、小人に飲食料を分けてあげた。その甲斐あって、金のがちょうがもらえた。また、街へ行くと、笑わない姫を笑わす等、大活躍もした。
小人
森に住んでいる。ヤコブやシモンに飲食料を分けるように頼むが、断られ、力がなくなっていた。でも、ハンスが飲食料を分けてくれたため、金のがちょうを渡した。それからというもの、ハンスと仲良くなった。

## 劇中歌

### 曲1
1. 1番　劇の開始直前。（プログラム上を除き、「劇中」ではない。）
2. 2番　劇の終了直前。（プログラム上を除き、「劇中」ではない。）

### 曲2
1. 1番　三人兄弟の自己紹介が終わったところ。
2. 2番　小人に飲食料を与えるところ。
3. 3番　ハンスが木を切って、金のがちょうを出したところ。
4. 4番　旅館で、娘がハンスの金のがちょうを盗もうとハンスが寝る時を待っているところ。
5. 5番　ハンスが街へ行くと、金のがちょうの行列ができ、ぞろぞろと歩いて行くところ。

### 曲3
1. ハンスが姫を笑わせたところ。